# Spinetaxalus fuscodiscalis
Spinetaxalus fuscodiscalis là một loài bọ cánh cứng trong họ Cerambycidae.